# Notohippidae
Notohippidae — парафілетична вимерла родина нотунглятових ссавців із Південної Америки. Нотогіппіди відомі з еоценової та олігоценової епох.

## Опис
Хоча назва нотогіппіди означає «південні коні», ці тварини не були схожі на коней. Назва стосується зубів, дуже схожих на зуби коней, з гострими різцями та високими корінними зубами, придатними для подрібнення трави. Форма черепа і особливо зубний ряд є результатом конвергентної еволюції. Тіло нотогіппідів було досить кремезним, підтримувалося відносно подовженими ногами, оснащеними кігтями (а не копитами). Найдавніші форми нотогіппідів мали моляри з низькою коронкою, але в ході еволюції зуби поступово ставали більш призматичними і покривалися товстим шаром цементу; череп також став довшим, і в результаті подовження утворилися проміжки між різцями, іклами і молярами.

## Класифікація
Родина нотогіппідів була вперше описана Флорентіно Амегіно в 1894 році. Перші нотогіппіди розвинулися в нижньому еоцені, Pampahippus від предків, яких, ймовірно, можна знайти в архаїчній родині Isotemnidae чи Oldfieldtomasiidae. Пізніше, протягом олігоцену, поступово виникли більш спеціалізовані форми, включаючи Notohippus, Rhynchippus Eurygenium, Eomorphippus, Morphippus, Mendozahippus, Pascualihippus, Argyrohippus. Одна з останніх форм, яку приписують цій родині, великий Colpodon з нижнього міоцену, насправді є ймовірним аберантним представником родини Leontiniidae.
Нотогіппіди є частиною нотоунгулятів, великої групи південноамериканських ссавців, у яких протягом кайнозою виникла низка форм різного вигляду та розміру. Зокрема, нотогіппіди є частиною групи токсодонтів, серед яких вони вважаються одними з найбільш базальних представників. Останні дослідження показують, однак, що родина нотогіппідів не є монофілетичною групою, а скоріше парафілетичною і, отже, недійсною в кладистичному сенсі, оскільки вона складається з поступово більш розвинених форм, які дедалі більше наближаються до походження інших груп нотоунгулятів.